# Olszowa Wola
Olszowa Wola – wieś w Polsce położona w województwie łódzkim, w powiecie rawskim, w gminie Sadkowice.
W latach 1975–1998 miejscowość położona była w województwie skierniewickim.